# Фридрих Карл фон Зайн-Витгенщайн-Зайн
Фридрих Карл фон Зайн-Витгенщайн-Зайн (на немски: Friedrich Karl von Sayn-Wittgenstein-Sayn; * 15 март 1703; † 19 юни 1786) е граф на Зайн-Витгенщайн-Сайн.
Той е син на граф Карл Лудвиг Албрехт фон Зайн-Витгенщайн-Ноймаген (1658 – 1724) и втората му съпруга Шарлота фон Сайн-Витгенщайн-Хоенщайн (1661 – 1725), дъщеря на граф Густав фон Зайн-Витгенщайн-Клетенберг-Лора (1633 – 1700) и Анна Хелена де Ла Плац (1634 – 1705).
Брат е на генерал-майор Карл Вилхелм Густав фон Зайн (1691 – 1754), Йохан Фридрих (1693 – 1709), граф Фридрих Карл фон Зайн-Витгенщайн-Сайн (1703 – 1786), и Лудвиг Александер (1694 – 1768), генерал-майор на Вюртемберг, генерал-фелдмаршал на Швабия, Амалия Луиза (1702 – 1737), омъжена на 17 януари 1733 г. за граф Йохан Лудвиг Адолф фон Вид-Рункел (1705 – 1762).
Фридрих Карл фон Сайн-Витгенщайн-Сайн умира на 19 юни 1786 г. на 83 години.

## Фамилия
Фридрих Карл фон Зайн-Витгенщайн-Зайн се жени на 18 март 1765 г. за София Фердинанда Хелена Амалия фон Зайн (* 21 август 1741; † 22 юни 1774), дъщеря на граф Карл Вилхелм фон Зайн-Витгенщайн-Берлебург-Карлсбург (1693 – 1749) и графиня Шарлота Луиза фон Хенкел-Донерсмарк (1709 – 1784). Те имат пет сина:
- Виктор Фридрих Карл Фердинанд (* 9 декември 1768; † 1820, Гумбинен), граф на Сайн-Витгенщайн
- Вилхелм Фридрих Йохан Албрехт фон Зайн-Витгенщайн (* 10 април 1770; † 25 октомври 1781)
- Софус Фридрих Лудвиг Амадеус Кристиан (* 3 април 1771; † 10 май 1848), граф на Зайн-Витгенщайн-Зайн
- Фридрих Карл Лудвиг Адолф (* 20/23 ноември 1772; † 10 октомври 1827), граф на Зайн-Витгенщайн, женен за Йохана Филипина Марбург (* 27 май 1782; † 6 ноември 1815)
- Карл Кристоф Густав Фридрих (* 31 октомври 1773; † 7 септември 1812 в битка до Москва), граф на Зайн-Витгенщайн, женен на 28 май 1808 г. в Мюнхен за Казимира Мария Луиза Антоанета, фрайин фон Цвайбрюкен (* 20 декември 1787, Форбах; † 26 март 1846, Мюнхен)